# Kh-29
Il Kh-29 (nome in codice NATO: AS-14 Kedge) è un missile aria-superficie con un raggio di 30 km.

## Sviluppo
Lo sviluppo del missile iniziò alla metà degli anni '70 ad opera della fabbrica missilistica Molniya KB, ma il progetto venne terminato dall'industria Vympel, specializzata in missili aria-aria. È un AGM-65 Maverick, ma con una testata molto più potente. Il Kh-29 è stato ideato per un uso primario contro i più grandi obiettivi possibili in campo tattico quali edifici, depositi, ponti, ma può essere utilizzato anche contro navi fino a 10000 tonnellate, shelter corazzati per il ricovero di aerei e piste di aeroporti.

## Tecnica
Nel corso degli anni il missile è stato realizzato in varie varianti che adottano diversi sistemi di guida: Guida laser semi attiva per la versione L, guida TV per le versioni T e TE (Modello da esportazione), guida agli infrarossi per la versione D e guida radar attiva per la versione MP. Tutte le versioni sono dotate di una potente testata da 320 kg ed è impiegato su svariati aerei tattici come il Sukhoi Su-24, il Sukhoi Su-30 e le versioni T/TM del Sukhoi Su-25, fornendo a questi velivoli capacità spara e dimentica. Comune a tutte le varianti è anche il rilevatore Tubus-2 realizzato dalla NPO Impuls di Mosca.
I vari velivoli hanno la possibilità di lanciare il missile in un'altezza compresa tra i 200 e i 10000 metri, ad una velocità variabile tra i 600 e i 1250 km/h.